# No Más (Breaking Bad)
«No Más» es el primer episodio de la tercera temporada de la serie de televisión estadounidense Breaking Bad. Escrito por Vince Gilligan y dirigido por Bryan Cranston, se emitió en los Estados Unidos el 21 de marzo de 2010 por el canal de televisión AMC.
Este episodio presenta a los asesinos Leonel y Marco Salamanca.

## Trama
Leonel y Marco Salamanca hacen una peregrinación a un santuario mexicano en Santa Muerte, haciendo una ofrenda y dejando un retrato de Heinsenberg.
Una semana después de la colisión aérea, todo Albuquerque permanece en estado de conmoción. Un deprimido Walter White vive en su casa en soledad después de la partida de su esposa, Skyler, quien se ha marchado con su hijo y su hija recién nacida con el fin de dar a Walt una oportunidad para empacar sus cosas. Walt, atando cabos, comprende que Donald Margolis provocó la colisión sin darse cuenta debido al dolor por la muerte de su hija Jane. Atacado por los remordimientos, Walt quema varios fajos de billetes en la parrilla, pero a último momento se arrepiente y arroja la parrilla a la piscina. Mientras ayuda a transportar las pertenencias de Walt a su nueva residencia, Hank sostiene el bolso que en su interior contiene el dinero ganado por Walt gracias a su trato con Gus Fring. Walt admite abiertamente la existencia del dinero, pero Hank ríe, creyendo que se trata de una broma. En su nueva residencia, Walt llama a su familia para darles su nueva dirección. Después recibe un mensaje de texto que dice "POLLOS". En una asamblea escolar, Walt se siente agitado cuando profesores y estudiantes hablan sobre los traumas experimentados debido a la colisión de los aviones. Cuando le piden compartir sus pensamientos, Walt emite un horrible discurso comparando el accidente con otras colisiones, dejando estupefacta a la audiencia al sugerirles "ver el lado bueno".
Skyler habla con una abogada sobre su separación con Walt, pero vacila cuando la profesional menciona la posibilidad de descubrir el dinero que Walt puede haber escondido. Después de haber sido llevado desde la escuela a la casa por su padre, Walter Jr. discute con ambos progenitores y expresa su enojo hacia Skyler, quien rehúsa darle una explicación. También rehúsa responder a los cuestionamientos de su hermana Marie Schrader. Finalmente, Skyler confronta a Walt, presentándole los papeles de divorcio. Cuando ella lo acusa de ser un traficante de drogas, Walt admite ser fabricante de metanfetaminas. Skyler se enfurece, aunque no sin antes amenazar a Walt con la exposición de su secreto ante su hijo y ante Hank si no le concede el divorcio.
El antiguo compañero de Walt, Jesse Pinkman, está en rehabilitación tratando de superar su adicción a las drogas y también su dolor por la muerte de su novia Jane Margolis. Durante una sesión, el líder del grupo confiesa cómo mató a su propia hija mientras buscaba vodka desesperadamente, y dice que odiarse a sí mismo es sólo un impedimento para la superación. Walt recoge a Jesse y lo lleva a su apartamento, donde Jesse expresa sus remordimientos sobre los eventos que desembocaron en la colisión de los aviones. Walt le señala que él no es responsable de lo sucedido, pero Jesse serenamente insiste que ha aprendido a no renegar de lo que realmente es: "el chico malo". Inspirado por esto, Walt visita a Gus en Los Pollos Hermanos y le comenta su decisión de retirarse del negocio de la metanfetamina. Gus presenta una oferta de 3 millones de dólares por el trabajo de tres meses; Walt lo medita brevemente, pero finalmente la rechaza.
Mientras tanto, los dos primos Salamanca cruzan a Estados Unidos desde México escondidos entre la carga de un camión, para buscar a Heisenberg. Matan al conductor y a todos los pasajeros del camión, y luego le prenden fuego.

## Producción
El episodio fue escrito por Vince Gilligan y dirigido por Bryan Cranston. Fue emitido en Estados Unidos y Canadá por el canal AMC el 21 de marzo de 2010. El título se refiere a la decisión de Walt de retirarse del negocio de la metanfetamina.

## Recepción
Seth Amitin de IGN le dio al episodio una calificación de 8.8, también afirmó; "Breaking Bad regresa después de su receso de ocho meses con "No Más", un episodio maravilloso y maravillosamente titulado. El programa está mezclando sus lanzamientos en el estreno de la temporada 3. Después de una bola rápida que estrelló un avión, estamos obteniendo un cambio emocionalmente impactado que aterriza suavemente en el guante del receptor." Mientras que The A.V. Club le dio al episodio una calificación A. La transmisión original del episodio fue vista por 1.95 millones de personas.
En 2019, el sitio web The Ringer clasificó «No Más» en el ranking 54 del total de 62 episodios de Breaking Bad.